# Ramón Rodrígues
Ramón Rodríguez da Silva (født 22. august 1990) er en brasiliansk fodboldspiller, der spiller for SønderjyskE.

## Karriere

### AS Trenčín
Han skiftede til AS Trenčín i vinteren 2012, men skrev allerede under med klubben i sommeren 2012. Han fik sin debut for AS Trenčín i mod FC Nitra den 14. juli 2012.

### FC Nordsjælland
Det blev offentliggjort den 6. august 2015, at han skiftede til FC Nordsjælland og skrev under på en treårig kontrakt. Han fik sin debut den 8. august 2015 hjemme mod Esbjerg fB, da han blev skiftet ind efter 82 minutter, en kamp som FC Nordsjælland tabte med 1-2.

### SønderjyskE
I den sidste time af sommer-transfervinduet skiftede han fra FC Nordsjælland til SønderjyskE på en aftale, der indtil videre løber til sommeren 2019. Han har i SønderjyskE fået trøje nummer 4. 